# Alfred Baring Garrod

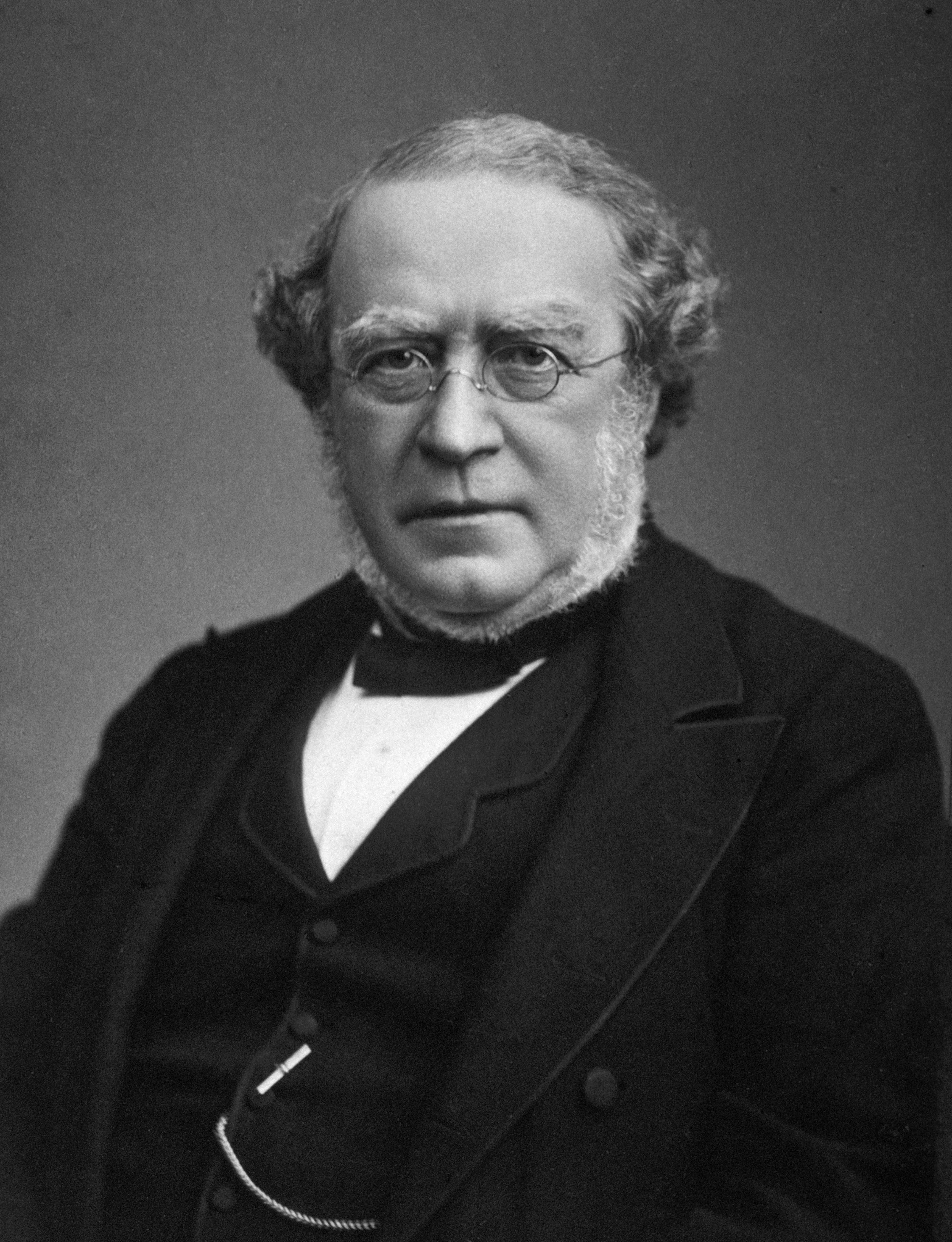
Alfred Baring Garrod

Sir Alfred Baring Garrod (* 13. Mai 1819 in Ipswich; † 28. Dezember 1907 in London) war ein englischer Arzt, Wissenschaftler und Hochschullehrer. Er leistete entscheidende Beiträge auf dem Gebiet der Gelenkerkrankungen; so entdeckte er die Ursache der Gicht und prägte den Begriff „rheumatoide Arthritis“. Er lehrte am University College sowie am King’s College in London und war Mitglied der Royal Society.

## Leben

### Ausbildung
Alfred Baring Garrod wurde 1819 als Sohn von Sarah und Robert Garrod, einem Geschäftsmann, in Ipswich geboren. Seine medizinische Ausbildung begann er am örtlichen Ipswich Hospital, wechselte jedoch später an das University College Hospital nach London. Sein Lehrer, Charles Scudamore (1779–1849), litt selbst an Gicht, veröffentlichte Artikel zu der Erkrankung und brachte Garrod somit erstmals näher mit ihr in Kontakt. Dort schloss er 1842 den Bachelor of Medicine (M. B.) sowie 1842 den Doctor of Medicine (M. D.) jeweils mit Auszeichnung ab. Zudem wurde ihm die Galen Medal (nach Galenos benannt) der Society of Apothecaries (Apothekerverband) für seine Kenntnisse auf dem Gebiet der Botanik verliehen. Seine erste Arbeitsstelle trat er in der Abteilung für klinische Chemie am University College Hospital an, wo er mit den pathologischen Eigenschaften von Körperflüssigkeiten erstmal näher in Kontakt kam. Später hielt er an der Aldersgate School erste Vorlesungen und arbeitete am West London Hospital als Oberarzt.

### Wissenschaftliche Leistung
Am 8. Februar 1848 hielt Garrod eine öffentliche Vorlesung, in der er eine seiner größten wissenschaftlichen Leistungen erstmals vorstellte. Er wies nach, dass Patienten mit Gicht einen erhöhten Harnsäure-Spiegel im Blut aufweisen. Zudem konnte er die Gicht damit direkt von anderen Gelenkerkrankungen abgrenzen, die sich in ihren Erscheinungsbildern ähneln. Nach heutiger Einschätzung fand Garrod mit 279 μmol/l Werte im Normbereich, allerdings ist davon auszugehen, dass beim von ihm gewählten Test mit Murexid wesentliche Harnsäuremengen dem Nachweis entgingen. Zu dieser Zeit arbeitete er bereits als Oberarzt am University College Hospital, verschrieb sich dort neben der Forschung auch der Lehre und wurde 1851 zum „Professor für Therapie und Klinische Medizin“ ernannt. Später wies Garrod nach, dass Harnsäure in geringerer Konzentration auch physiologisch im Blut vorkommt. 1854 entwickelte er zudem einen „Faden-Test“ (engl.: thread test) für die Diagnose der Gicht. Bei diesem wurde ein Leinen-Faden für mehrere Tage in mit Essigsäure versetztes Blut gelegt. Im Anschluss konnte der Faden mithilfe eines Polarisationsmikroskops auf Urat, das Salz der Harnsäure, untersucht werden. 1858 wählte man ihn in Anbetracht seiner bisherigen wissenschaftlichen Leistungen zum Fellow der Royal Society, sein bedeutendster Beitrag zur Erforschung von Gelenkerkrankungen sollte allerdings erst 1859 folgen. In diesem Jahr definierte Garrod den Begriff „rheumatoide Arthritis“ und verwarf damit diverse zu dieser Zeit gebräuchliche Bezeichnungen wie „rheumatische Gicht“, „chronischer Rheumatismus“ oder „Rheumalgie“, da deren Gebrauch und Definition unklar waren. Garrods Einteilung und Bezeichnung ist bis heute wissenschaftlicher Standard.

### Ehrung und Tod
1860 wählte man Garrod zum Vorsitzenden der Medical Society of London. 1863 verließ er das University College und folgte dem Ruf an das King’s College, wo er weiterhin als Arzt und Professor wirkte. Dort war er auch, nachdem er 1874 in den Ruhestand ging und seine Privatpraxis fortführte, noch konsultativ tätig. 1887 wurde er in den Ritterstand erhoben und 1890 zum Physician Extraordinary to Queen Victoria (Fach-Leibarzt von Königin Victoria) ernannt. 1891 verlieh man ihm das Royal College of Physicians die erste der neu geschaffenen Moxon Medal für seine Verdienste um die klinische Medizin. Er verstarb am 28. Dezember 1907 im Haus seiner Tochter.
Die verdiente Bedeutung und Anerkennung erfuhren Garrods Leistungen zum größten Teil erst weit nach seinem Tode. Erst 1960 wurden Urat-Kristalle in Synovialflüssigkeit und damit der Beweis für Garrods These entdeckt, dass Gicht durch einen erhöhten Harnsäure-Spiegel entsteht. Im französischen Kurort Aix-les-Bains ist heute eine Straße nach ihm benannt.

## Familie
Garrod heiratete Elizabeth Ann Colchester im Jahre 1845. Mit ihr hatte er vier Söhne und zwei Töchter, wobei vor allem Archibald (Mediziner) und Alfred Henry (Zoologe) dem wissenschaftlichen Beispiel ihres Vaters folgten. Seine Frau verstarb 1891.

## Schriften (Auswahl)
- Observations on the blood and urine of gout, rheumatism and Bright's disease. In: Medical Chirurgical Transactions, Band 31, S. 83.
- Treatise on nature and treatment of gout and rheumatic gout. Walton and Maberly, London 1859.
- A treatise on gout and rheumatic gout (rheumatoid arthritis). Longman Green, London 1876.